# Liste der Staatsoberhäupter von Algerien
Dies ist eine Liste der Staatsoberhäupter von Algerien seit 1962.

## Liste der Amtsinhaber
| Nr. | Bild                   | Name (Lebensdaten)                      | Amtsbezeichnung                        | Amtszeit           | Amtszeit                              | Partei        |
| Nr. | Bild                   | Name (Lebensdaten)                      | Amtsbezeichnung                        | Beginn             | Ende                                  | Partei        |
| --- | ---------------------- | --------------------------------------- | -------------------------------------- | ------------------ | ------------------------------------- | ------------- |
| −   | Abdur Rahman Farès     | Abdur Rahman Farès (* 1911; † 1991)     | Präsident der Provisorischen Exekutive | 28. März 1962      | 25. September 1962                    | FLN           |
| −   | Ferhat Abbas           | Ferhat Abbas (* 1899; † 1985)           | Präsident der Nationalversammlung      | 25. September 1962 | 15. September 1963                    | FLN           |
| 1.  | Ahmed Ben Bella        | Ahmed Ben Bella (* 1918; † 2012)        | Staatspräsident                        | 15. September 1963 | 19. Juni 1965 (abgesetzt)             | FLN           |
| −   | Houari Boumedienne     | Houari Boumedienne (* 1927; † 1978)     | Vorsitzender des Revolutionsrates      | 19. Juni 1965      | 12. Dezember 1976                     | Militär / FLN |
| 2.  | Houari Boumedienne     | Houari Boumedienne (* 1927; † 1978)     | Staatspräsident                        | 12. Dezember 1976  | 27. Dezember 1978 (im Amt verstorben) | Militär / FLN |
| −   | Rabah Bitat            | Rabah Bitat (* 1925; † 2000)            | Interimspräsident                      | 27. Dezember 1978  | 9. Februar 1979                       | FLN           |
| 3.  | Chadli Bendjedid       | Chadli Bendjedid (* 1929; † 2012)       | Staatspräsident                        | 9. Februar 1979    | 11. Januar 1992                       | FLN           |
| −   | Abdelmalek Benhabyles  | Abdelmalek Benhabyles (* 1921 † 2018)   | Vorsitzender des Provisorischen Rates  | 11. Januar 1992    | 14. Januar 1992                       | FLN           |
| −   | Muhammad Boudiaf       | Muhammad Boudiaf (* 1919; † 1992)       | Vorsitzender des Hohen Staatsrates     | 14. Januar 1992    | 29. Juni 1992 (im Amt getötet)        | PRS           |
| −   | Ali Kafi               | Ali Kafi (* 1928; † 2013)               | Vorsitzender des Hohen Staatsrates     | 29. Juni 1992      | 31. Januar 1994                       | FLN           |
| −   | Liamine Zéroual        | Liamine Zéroual (* 1941)                | Staatsoberhaupt                        | 29. Januar 1994    | 27. November 1995                     | Parteilos     |
| 4.  | Liamine Zéroual        | Liamine Zéroual (* 1941)                | Staatspräsident                        | 27. November 1995  | 21. Februar 1997                      | Parteilos     |
| 4.  | Liamine Zéroual        | Liamine Zéroual (* 1941)                | Staatspräsident                        | 21. Februar 1997   | 27. April 1999                        | RND           |
| 5.  | Abd al-Aziz Bouteflika | Abd al-Aziz Bouteflika (* 1937; † 2021) | Staatspräsident                        | 27. April 1999     | 3. April 2019                         | FLN           |
| -   | Abdelkader Bensalah    | Abdelkader Bensalah (* 1941; † 2021)    | Interimspräsident                      | 3. April 2019      | 19. Dezember 2019                     | RND           |
| 6.  | Abdelmadjid Tebboune   | Abdelmadjid Tebboune (* 1945)           | Staatspräsident                        | 19. Dezember 2019  | amtierend                             | FLN           |